# نزهة من العجائب
نزهة من العجائب هو الموكب السنوي للطعام المحلي والمهرجان يتم استضافته في براتلبورو، فيرمونت في كل عام. المنظمة التي ترعى الموكب قد توسعت لتقوم بدعم مبادرات الطعام المحلي الأخرى، ومن أشهرها مؤشر لوكافيور - Locavior حيث أن المؤشر يقوم بتقييم مدى توفر الطعام المحلي ودعم السياسات الغذائية له في الولايات الامريكيه المتحدة.
و قد تأسس الاحتفال في عام 2002، والذي كان يركز على تأثير الزراعة المستدامة في هذه المنطقة. و قد استوحى فكرة الموكب من مهرجان جرى الثيران، ولكن بدلا من الثيران الغاضبة يمشي عدد من الأبقار في أسفل الشارع الرئيسي خلال الاحتفال.